# Grisy-les-Plâtres
Grisy-les-Plâtres är en kommun i departementet Val-d'Oise i regionen Île-de-France i norra Frankrike. Kommunen ligger i kantonen Marines som tillhör arrondissementet Pontoise. År 2022 hade Grisy-les-Plâtres 706 invånare.

## Befolkningsutveckling
Antalet invånare i kommunen Grisy-les-Plâtres
| Referens: INSEE |